# Giorni di guerra
Giorni di guerra (L'Ennemi intime) è un film del 2007 diretto da Florent Emilio Siri, ambientato durante la Guerra d'Algeria.

## Trama
Algeria, 1959. Mentre il conflitto tra l'esercito francese e i ribelli del Front de Libération Nationale si intensifica, il tenente Terrien viene assegnato nella zona calda dei monti della Cabilia. Affiancato dall'esperto sergente Dougnac, reduce della guerra d'Indocina, l'ufficiale, animato dal più sincero idealismo, è costretto a confrontarsi con la brutale realtà di una guerra spietata: propagandata in patria come un'opera di pacificazione, in realtà essa è condotta con assoluta ferocia sia dai guerriglieri (Fellagha) che dalle truppe francesi, tra torture e rappresaglie ai danni della popolazione civile inerme.
A seguito di uno scontro a fuoco tra unità francesi e presunte forze nemiche il sergente Dougnac scopre che i militari stavano sparando al resto del loro plotone sparpagliato e che il tenente Constantine è rimasto ucciso; lo sostituisce il tenente Terrien, che riceve il compito di catturare il capo dei guerriglieri della zona di nome Sliman. Terrien si rende conto che la guerra non è come se l'aspettava, assistendo alla tortura di un prigioniero in un villaggio e successivamente il massacro dei suoi abitanti da parte dei ribelli, allo scopo di dare un monito agli altri villaggi disposti a collaborare con i francesi.
Dopo aver ottenuto la posizione del capo dei guerriglieri dal prigioniero, costretto a confessare da un capitano molto duro, i soldati francesi vengono sorpresi da una imboscata e più avanti molti uomini muoiono in un assalto, falciati dai ribelli. Il maggiore della compagnia decide quindi di aiutare i soldati con le "botti speciali" (chiamati così per nascondere l'uso del napalm in quella che ufficialmente non è una guerra), di cui i soldati vedono gli effetti devastanti quando trovano i resti di uomini orribilmente carbonizzati. L'imboscata fa sospettare di un traditore all'interno del plotone: si scopre poi che la "talpa" è Rashid, un ex ribelle che combatte con i francesi, ma che i Fellagha avevano torturato con una crudeltà estrema per costringerlo a tradire e che, per le sue colpe, viene ucciso da Dougnac.
Successivamente il comando chiede al plotone di eseguire una missione di 3 giorni per "ripulire" la zona del capo dei ribelli: in alcuni scontri i francesi subiscono alcune perdite, fra morti e feriti ed uno di questo viene portato via dal capitano Berthaut, amico del sergente; tuttavia mentre tentano di fuggire in Jeep i due vengono bersagliati dai nemici, che li catturano e li torturano senza che il resto del plotone possa aiutarli. A questo punto il Maggiore decide di compiere una rappresaglia e uccide tutti gli uomini di un villaggio tranne uno, che cattura per interrogarlo, mentre Terrien, profondamente scioccato da ciò di cui è testimone, abbandona i suoi ideali e prende parte alle torture e alle fucilazioni dei prigionieri, ed il sergente, anch'egli disilluso, diserta alla vigilia di Natale.
Ormai Terrien, nel punto più basso della sua discesa all'inferno, "cerca la sua pallottola per trovare pace", come dice il sergente Dougnac, e infatti anch'egli alla fine viene ucciso dallo stesso ragazzo che era scampato al massacro degli abitanti del villaggio (ma quest'ultimo, avendo notato il cambiamento in peggio del tenente, era scappato): solo la morte ormai può porre fine alla sua guerra dove combatte un nemico fuori e un altro nemico dentro di sé. Il film si chiude con un cartiglio che illustra il numero delle perdite tra i francesi e gli algerini.

## Riconoscimenti
Il film ha ottenuto tre candidature ai Premi César 2008: miglior fotografia, miglior colonna sonora e miglior sonoro.

## Distribuzione
Il film non è stato distribuito nelle sale cinematografiche italiane; è reperibile in home video DVD.